# 서양호박
서양호박(학명: Cucurbita maxima 쿠쿠르비타 막시마[*])은 호박속의 식물이다.

## 재배종

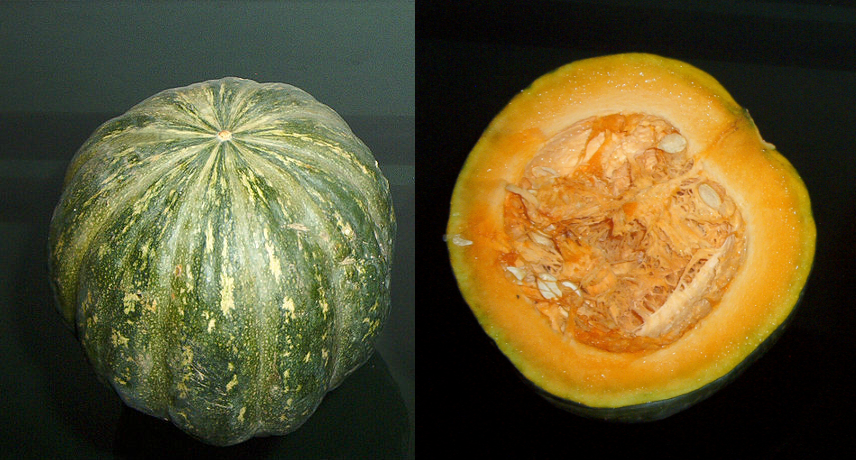
단호박
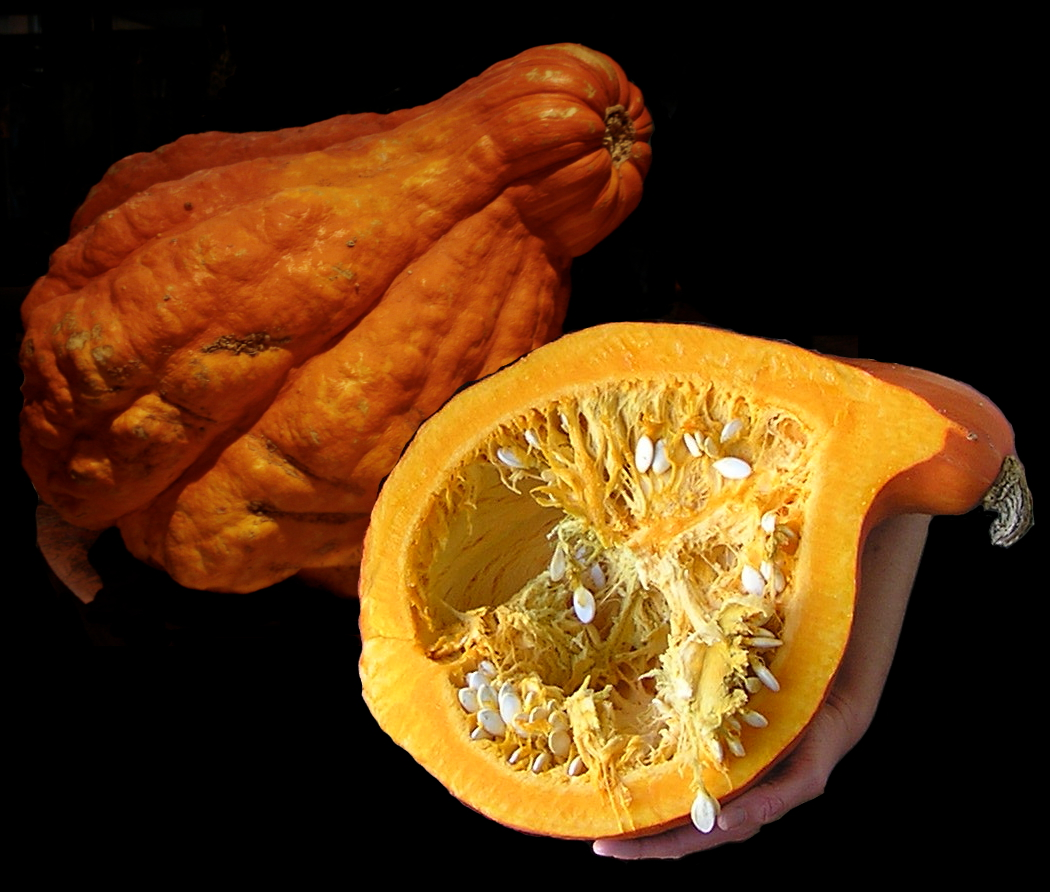
매로호박
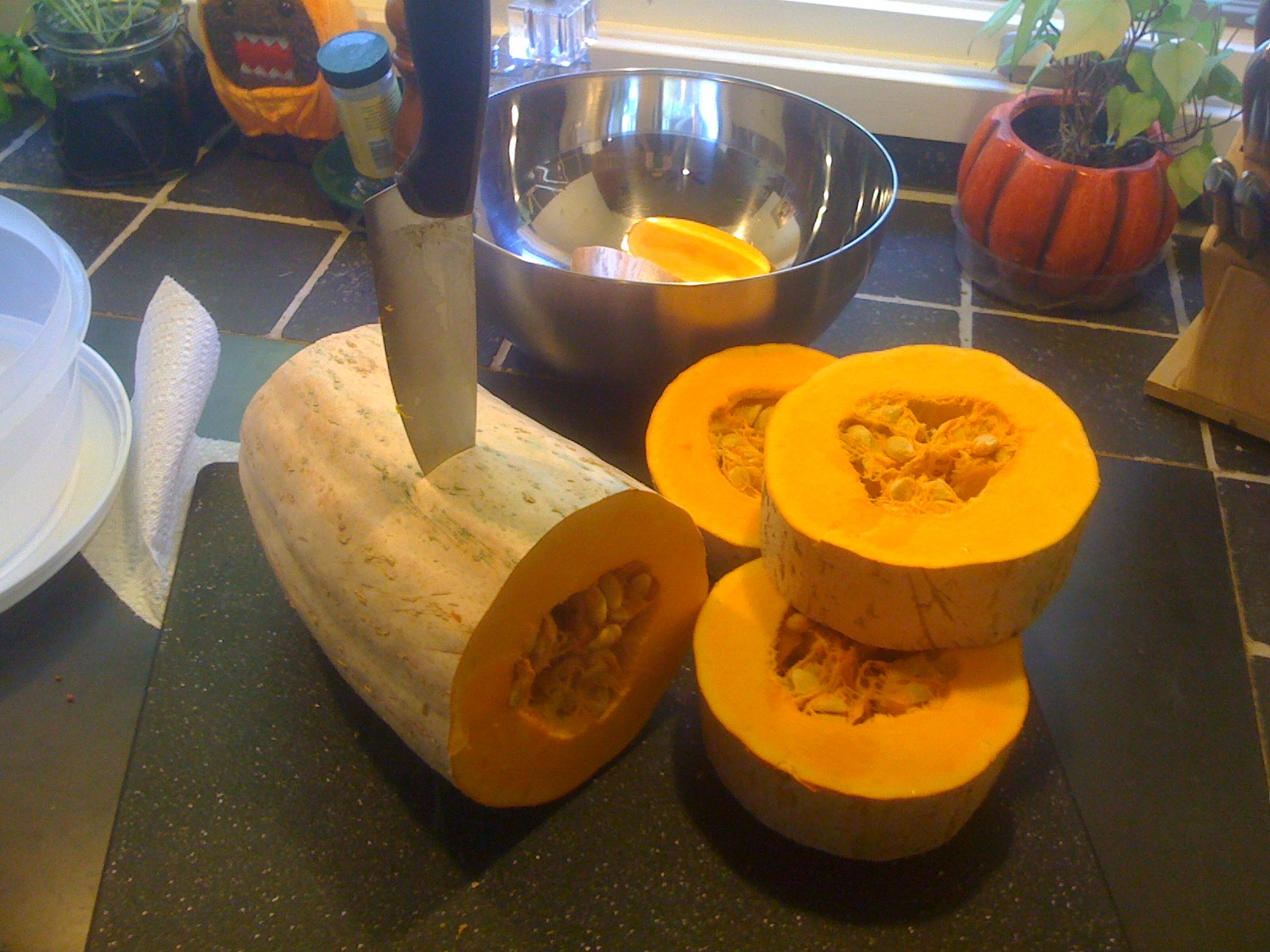
바나나호박
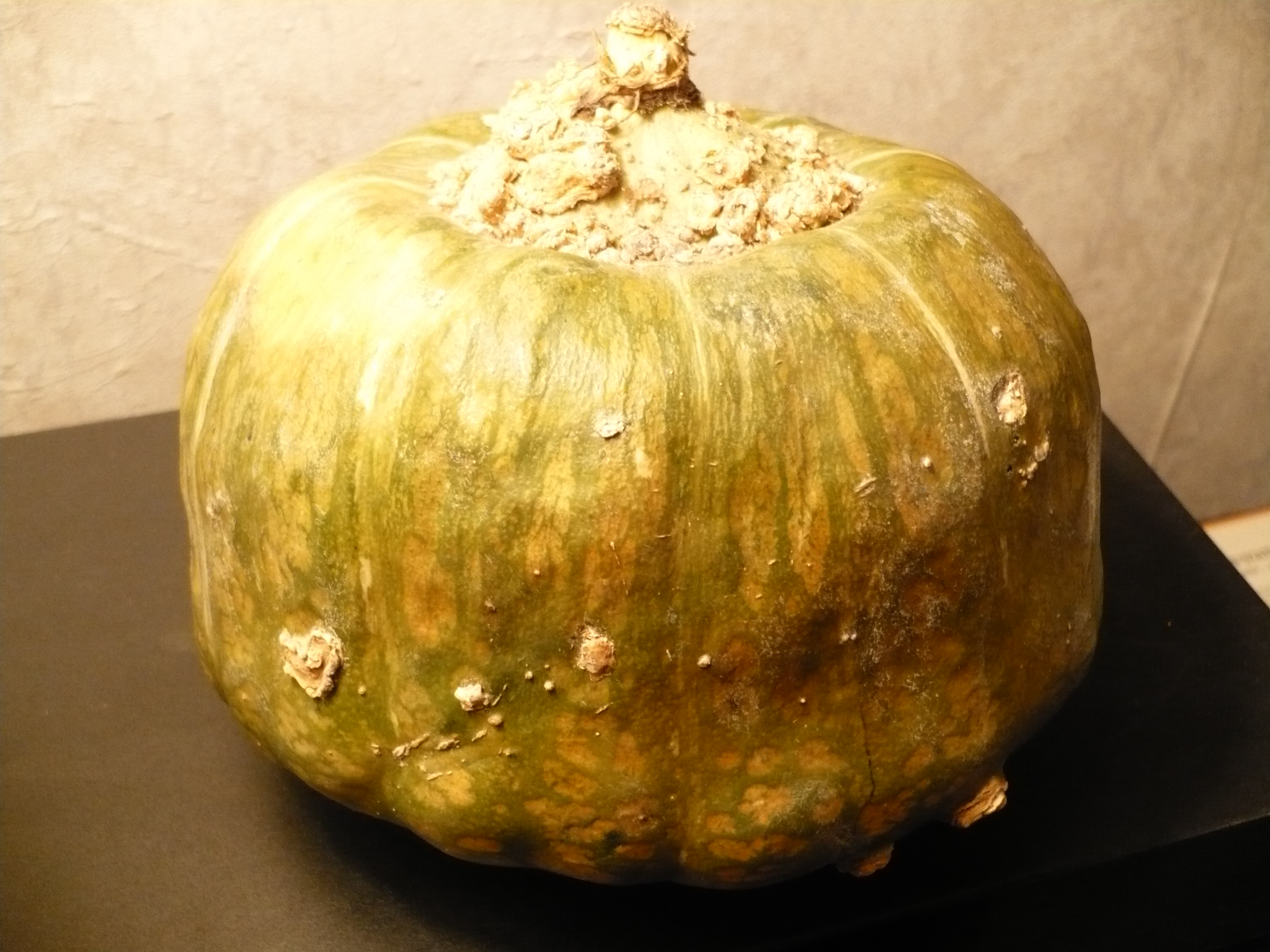
버터컵호박
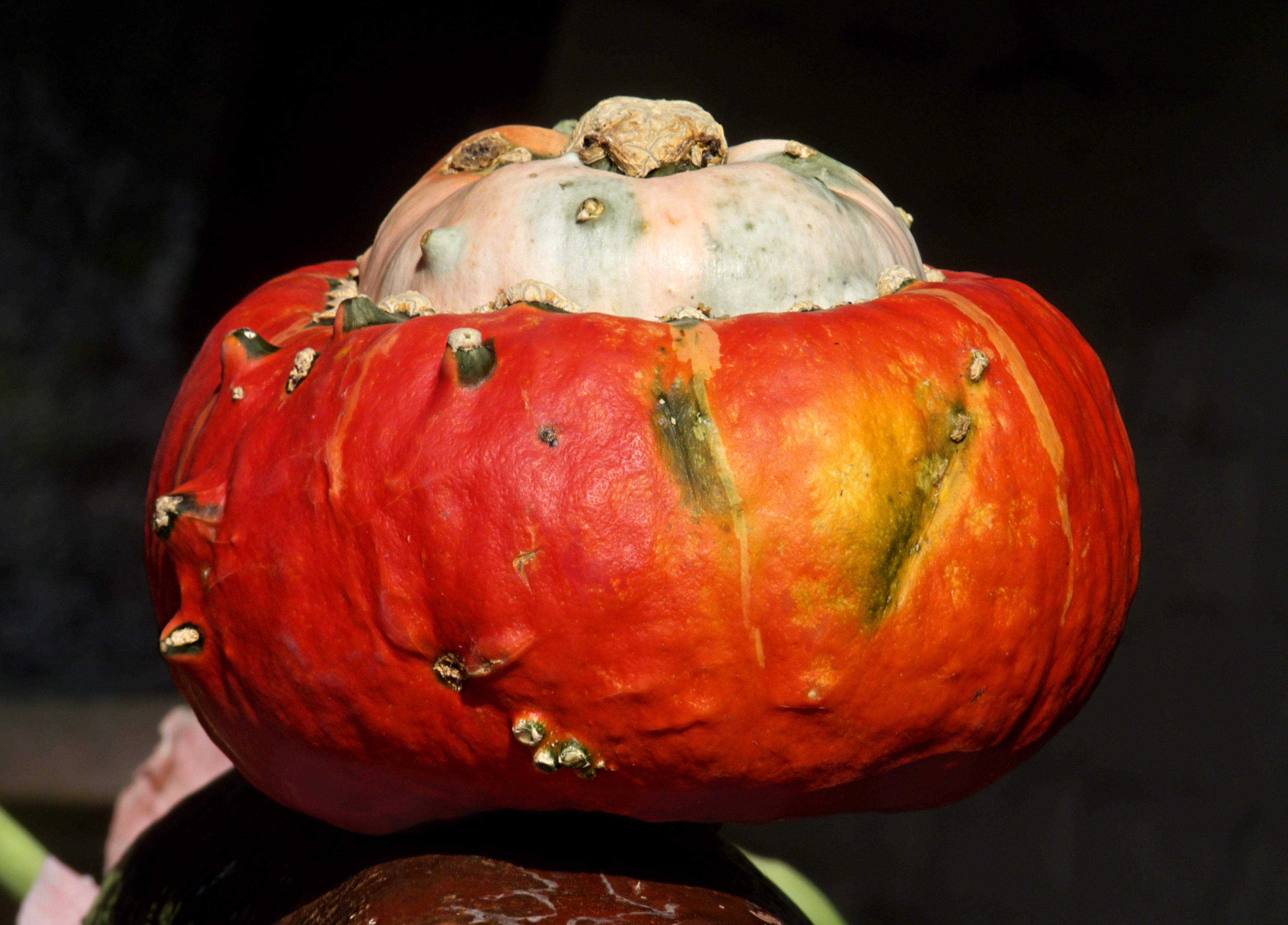
터번호박
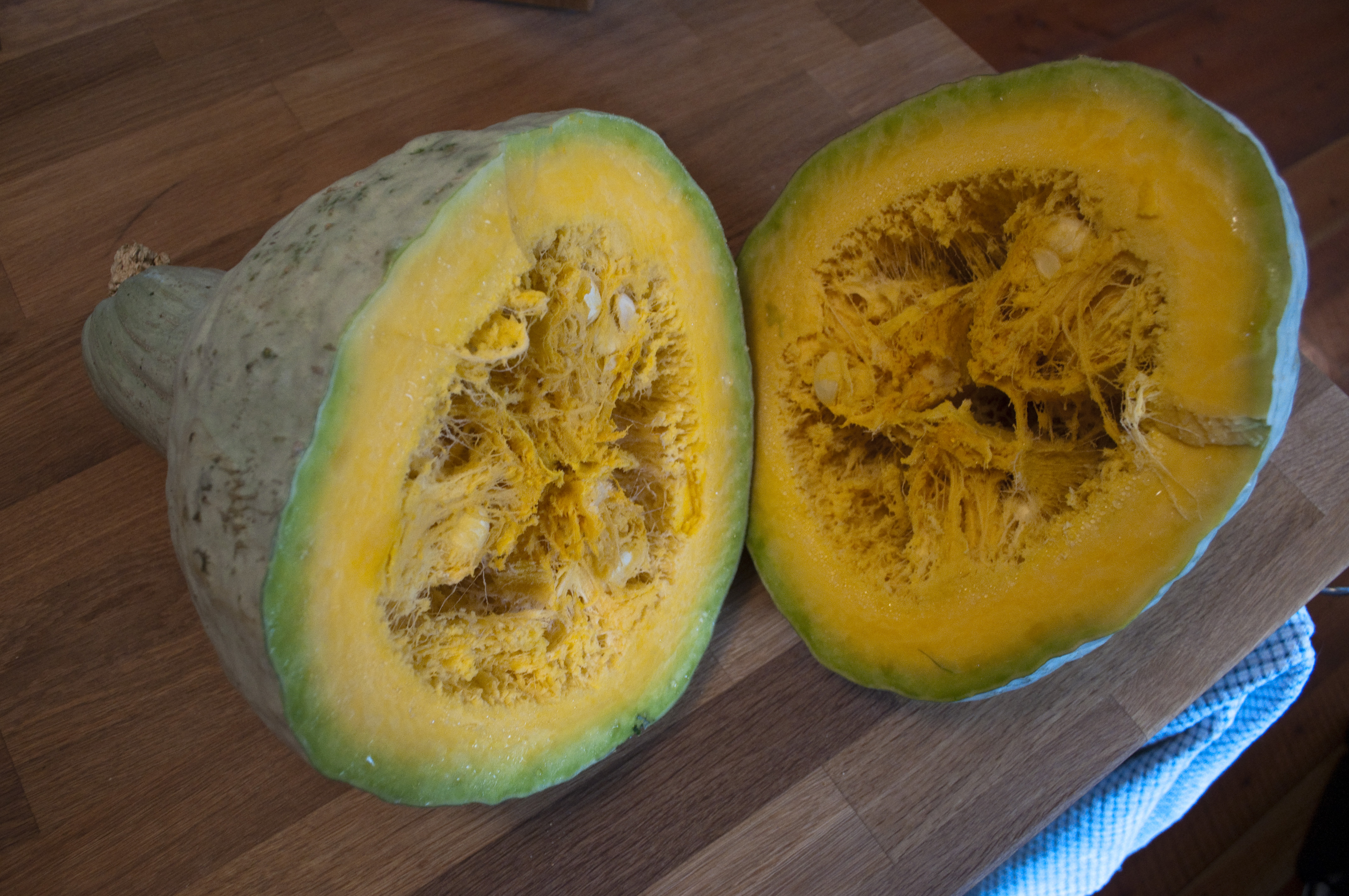
허버드호박

## 같이 보기
- 호박(C. moschata)
- 페포호박(C. pepo)